# Svínoyarvík
De Svínoyarvík (Deens: Svinø Vig) is een bocht in het eiland Svínoy behorende tot de Faeröer. De bocht ligt aan de oostelijke zijde van het eiland. Aan de bocht ligt het gelijknamige en enige dorpje van het eiland, Svínoy. Ten zuiden van het dorpje ligt een kleine haven.